# الیود ویلیامز
الیود ویلیامز (به انگلیسی: Eliud Thaddeus Williams) (زاده ۲۱ اوت ۱۹۴۸)، از سال ۲۰۱۲ تا ۲۰۱۳ رئیس‌جمهور دومینیکا بود.
او مدرک کارشناسی ارشد مدیریت بازرگانی خود را در سال ۱۹۹۵ از دانشگاه سرخ‌پوستان غربی گرفت.
ویلیامز به عنوان کمیسر تعاون از سال ۱۹۸۵ تا ۱۹۸۷ خدمت نمود، پس از آن و تا سال ۲۰۰۴ در خدمات دولتی مشغول شد، سپس به مقام مدیریت کل ارتباطات ادارات مقامات شرقی در کارائیب دست یافت و تا سال ۲۰۰۸ در این مقام باقی ماند. وی در خدمات شهری، از سال ۱۹۹۶ تا سال ۲۰۰۰ رئیس پروژه شرکت دولتی روستایی بود. 
ویلیامز از سال ۱۹۹۲ تا ۱۹۹۶ دبیر دائم وزارت بهداشت، درمان و تأمین اجتماعی بود، سپس تا سال ۲۰۰۰ به وزارت کشاورزی و محیط زیست منتقل شد، بعد از آن نیز به وزارت ارتباطات، کار و مسکن انتقال یافت و تا سال ۲۰۰۸ در این وزارت مشغول به کار بود. او همچنین از سال ۲۰۰۴ تا ۲۰۰۸ مشاور ارشد شرکت WHITCO (فعال در زمینه برنامه‌ریزی کسب و کار) بود.